# Маніпулювання на ринку
Маніпулювання на ринку — серія дій, спрямованих на попит чи пропозицію для зниження або збільшення ставки-ціни, щоб змусити інших учасників ринку купувати або продавати за вигідною для ініціатора цих дій ставкою.
З точки зору учасників, маніпуляції на ринку капіталу становлять, крім торгівлі інсайдерами, найнебезпечнішу категорію шахрайства та сприяють фінансовим втратам для інвесторів та втраті довіри до ринку.